# Trillian
Trillian — програма-месенджер для Windows, Mac OS X, Apple iOS, BlackBerry і Android, створена компанією Cerulean Studios. Підтримує багато з поширених протоколів обміну миттєвими повідомленнями, такі як AIM, ICQ, Windows Live Messenger, Yahoo! Messenger, IRC, Bonjour, Jabber і ін
Найпершою версією месенджера була 0.50, вона поширювалася безкоштовно як простий IRC-клієнт, однак починаючи з версії Trillian Pro 1.0 і до Trillian Astra Pro 4.2 програма була умовно платною. Cerulean Studios пропонувало користувачам дві версії програми: Trillian (Astra) Free і Trillian (Astra) Pro. Версія Free була безкоштовною, але в ній були відсутні деякі функції, доступні в платній версії Pro.
Починаючи з версії 5, Trillian знову став безкоштовним. Однак існує можливість придбати ліцензію, яка дозволяє звертатися в технічну підтримку, прибирає рекламні банери і дає можливість зберігати історію листування в «хмарі».
Програма отримала свою назву на честь Пані Макмілиан (Trillian) — вигаданого персонажа з гумористичних науково-фантастичних романів Даґласа Адамза «Автостопом галактикою».

## Особливості

### Список контактів
Trillian дозволяє користувачеві підключатися одночасно до багатьох протоколів обміну миттєвими повідомленнями, не вимагаючи при цьому запуску декількох програм. Користувач може вибрати будь-який доступний протокол і включити його в меню плаґінів. Всі контакти знаходяться в одному вікні і не вимагають прив'язки до того чи іншого протоколу.
У Trillian кожен протокол позначений сферою певного кольору. У ранніх версіях програми замість сфер були логотипи сервісів (ICQ, Yahoo!), але через питань щодо авторських прав розробникам довелося їх прибрати.

### Служби і протоколи
- AIM
- Astra — протокол, доступний лише для користувачів Trillian. Крім передачі текстових повідомлень, дозволяє:

1. Здійснювати аудіо- і відеодзвінки між двома користувачами (можливість збільшення відео на весь екран доступна тільки у версії Pro).
2. Пересилати файли по одному або пакетно (Pro), за допомогою p2p або через проксі.
3. Змінювати шрифт, колір і розмір тексту.
4. Малювати прямо у вікні чату (настроюється товщина пера, колір). У вікно співрозмовника відправляється зображення PNG/32-bit (Pro).
5. Вставляти зображення у вікно чату.
6. Робити захоплення частини екрану і відправляти співрозмовнику.
7. Робити захоплення відео з вебкамери.
8. Викликати співрозмовника кнопкою «Виклик» («Buzz»; на стороні співрозмовника вікно чату починає трястися як будильник).

- Bonjour (раніше відомий як Rendezvous)
- Google Talk
- ICQ
- IRC
- Jabber
- schuelerVZ / VZ
- Windows Live Messenger
- Yahoo! Messenger
- Facebook
- Foursquare
- LinkedIn
- MySpace
- Twitter: плаґін дозволяє читати підписки і писати в свій мікроблог Twitter.
- POP3, IMAP, Gmail, Yahoo! Mail, Windows Live Hotmail, AIM Mail: управління поштою.

У версії 3 також були доступні:
- Microsoft Exchange
- Lotus Sametime[3]
- Novell GroupWise[4]
- Xfire

Довгий час, до версії 5.5, був так само доступний протокол Skype, але у зв'язку з рішенням Skype про закриття доступу третіх осіб до їх протоколу, його прибрали.
Якщо з однією людиною треба використовувати різні типи спілкування, їх можна об'єднати в один так званий метаконтакт. Таким чином, протоколи для даної людини будуть об'єднані в одну групу.

### Аудіо- та відеочати
У Trillian є можливість підключення мікрофону і вебкамери для аудіо- та відеочатів таких сервісів як Yahoo!, Skype, MSN тощо. Також можна налаштувати якість трансляції.

### «Подорож у часі»
Функція «Подорож у часі» дозволяє записувати аудіо- і відеосесії.

### Медіавставки
Медіавставки (Emotiblips) є еквівалентом смайлів, але доступні тільки для аудіо- та відеочатів. У користувача є можливість під час мовлення вставити в своє повідомлення мультимедійні файли в MP3, WMV, WAV і AVI формати для демонстрації їх співрозмовнику в режимі реального часу.

### Історія дій
Trillian підтримують можливість запису Історії розмов і дій користувача. Запис ведеться в окремий для кожного контакту XML-файл. У програму також вбудований менеджер управління історією. Він дозволяє налаштувати вигляд відображення звітів, додавати закладки, виноски.

### Передача файлів
У Trillian є можливість передачі файлів співрозмовнику. Користувач може налаштувати шляхи збереження файлів, вид передачі і вибрати у Властивостях свій антивірус для автоматичної перевірки передаються і одержуваних файлів. Також присутня функція резервного копіювання групи файлів при відправленні.

### Зовнішній вигляд і плагіни
Як і в більшості сучасних програм, Trillian є можливість зміни зовнішнього вигляду. Оформлення в месенджері засноване на рушії SkinXML, написаному спеціально для Trillian. SkinXML має синтаксис мови XML і пропонує дизайнерам повну свободу зміни зовнішнього вигляду. Багато шаблонів написані розробниками програми, але існують і користувацькі варіанти; їх можна завантажити на сайтах авторів.
Крім того, для Trillian існує велика кількість плаґінів — офіційних і користувацьких. Вони дозволяють вбудувати в месенджер можливості сторонніх додатків. Наприклад, RSS-агрегатор, медіапрогравач, браузер, моніторинг та ін. Серед найбільш популярних можна виділити: Good News, My Mail, you've Got Gmail!, PerfStats.

## Trillian Astra (Trillian 4)
Більш ніж через рік після релізу Trillian 3.1 в блозі Cerulean Studios з'явився запис про новий проект компанії під робочою назвою Trillian Astra. Було заявлено, що нова версія працюватиме набагато швидше і зручніше за попередні релізи. Для проекту зареєстрували домен www.trillianastra.com, на якому, втім, спочатку був тільки логотип і синій фон.
21 листопада 2006 року Cerulean Studios відкрили прев'ю-сайт, на якому можна було прочитати про їх нової розробки. У перший же день, за статистикою Digg, сайт став популярним.
Версія 4 мала величезну кількість поліпшень і нововведень в порівнянні зі своїми попередниками:
- Взаємодії мереж: розширена підтримка передачі даних, додана підтримка нових IM-мереж, підтримка повідомлень про статус користувача, технологія IMCore, що працює на Windows, Linux і Mac OS X.
- Мобільність: показ статусу в режимі реального часу, підтримка телефонів iPhone, онлайн-профіль на сайті Astra.
- Профіль: покращено безпеку і управління профілем, скачуваний список контактів, соціальні віджети, сувора кодування даних.
- Список контактів: змінюваний вигляд, швидке редагування профілю і зміна аватари по системі «Drag-and-drop»; спрощено пошук.
- Вікно повідомлення: швидка і проста публікація зображень, режим ручного написання повідомлень, RSS, Buzz (функція змушує вікно співрозмовника тремтіти на екрані, як будильник).
- Шаблони (скіни): зміна шаблонів, теми і кольору без перезавантаження програми, налаштування прозорості.
- Продуктивність: знижено час, необхідний для зміни шаблону, збільшена швидкість роботи, знижена кількість необхідної пам'яті.

### Нові плагіни в Astra
- Bonjour (колишній Rendezvous) — спілкування в локальній мережі (сумісний з iChat).
- Facebook — взаємодія з соціальною мережею Facebook (чат, особисті повідомлення, поновлення).
- MySpace — робота з соціальною мережею MySpace.
- Twitter — управління мікроблогів Twitter.
- Astra — власний протокол.

### Зовнішній вигляд
Був написаний новий рушій, який дозволяв гнучкіше змінювати оформлення. Тепер при зміні оформлення не був потрібний перезапуск програми.

### Віджети
У версії Pro була можливість підключення віджетів, зазвичай Flash-додатків, що розширюють функціональність клієнта).
Важливі події, пов'язані з розробкою Astra:
- 1 грудня 2006 року: створено спільноту, яка займається перекладами Trillian різними мовами.
- 5 січня 2007 року: запущено сайт для Astra. З цього моменту всі оновлення з'являються там.
- 6 липня 2007 року: анонсовано інтерфейс Astra для роботи на iPhone.
- 5 жовтня 2007 року: анонсовано Trillian Astra для Mac OS X. Версія для нової платформи відрізняється від версії для Windows специфікою інтерфейсу. Пізніше розробники заявили, що після фінального релізу Trillian Astra можливо портування месенджера на ОС Linux.
- 14 серпня 2009 року: випуск фінальної версії.

## Trillian 5
Нова версія підтримує рідний інтерфейс Windows 7 і повну синхронізацію між різними платформами. Крім того, були успадковані всі поліпшення з 4 версії і додані плагіни:
- Foursquare — робота з вбудованою підтримкою GPS в Windows 7
- LinkedIn — взаємодія з соціальною мережею для пошуку і встановлення ділових контактів
- VZ — чат в німецьких соціальних мережах studiVZ, meinVZ, chuelerVZ

## Trillian дляiPhone
Trillian для iPhone (Apple iOS) доступний в AppStore тільки платно. Підтримує ті ж протоколи, що і версія для ПК (за винятком Twitter та електронної пошти). В останній версії доступні Push-повідомлення, багатозадачність, сеанс очікування до 24 годин, вставка зображень в тіло повідомлення (Astra).

### Історія версій
- 6 липня 2007 року: анонс програми
- 3 серпня 2007 року: альфа-версія
- 18 листопада 2009 року: фінальна версія 1.0
- 29 березня 2010 року: версія 1.1
- 26 квітня 2010 року: версія 1.2
- 8 липня 2010 року: версія 1.3
- 28 серпня 2012 року: версія 2.0

## Trillian дляBlackBerry
Додаток для смартфонів BlackBerry дозволяє працювати з сервісами Facebook, Windows Live, Yahoo!, AIM, ICQ, Google Talk, Jabber/XMPP і MySpaceIM. Має два види оформлення: чорне і біле. Можлива зміна аватарів і статусів, синхронізація, управління списком контактів, надсилання медіафайлів. Підтримує BIS, BES, WiFi і прямі TCP-з'єднання. Бета-версія програми доступна на офіційному сайті.

## Trillian дляAndroid
У компанію надходило багато прохань про розробку програми для ОС Android. 8 липня 2010 року Cerulean Studios анонсували Trillian на Android.

## Trillian for Web
2 липня 2009 року в бета-режимі запрацював онлайн-сервіс «Trillian for Web». Він побудований за технологією Flash і дозволяє користуватися послугами Trillian Astra прямо з браузера, не встановлюючи програму на комп'ютер. Для підключення до сервісу необхідно мати обліковий запис на серверах Astra.

## Історія версій
- 1 липня 2000 року: Відбувся реліз версії 0.50
- 11 серпня 2000 року: Версія 0.52
- 29 листопада 2000 року: Версія 0.60
- 23 грудня 2000 року: Версія 0.61
- 28 січня 2001 року: Версія 0.62
- 23 березня 2001 року: Версія 0.63
- 4 червня 2001 року: Версія 0.635
- 20 червня 2001 року: Версія 0.6351
- 5 грудня 2001 року: Версія 0.70
- 18 грудня 2001 року: Версія 0.71
- 20 лютого 2002 року: Версія 0.72
- 7 червня 2002 року: Версія 0.73
- 9 вересня 2002 року: Версія 0.74 і Trillian Pro версія 1.0
- 9 вересня 2003 року: Trillian Pro версія 2.0
- 17 грудня 2004 року: Trillian Basic і Pro версії 3.0
- 24 лютого 2005 року: Trillian Basic і Pro версії 3.1
- 5 січня 2007 року: Trillian Astra Alpha Build 24 і Trillian Astra для Web Alpha 1[10]
- 3 серпня 2007 року: Trillian Astra для iPhone Alpha і Trillian Astra для Web Alpha 2
- 5 жовтня 2007 року: Реліз Trillian Astra Mac Alpha Build 1
- 31 жовтня 2008 року: Реліз Trillian Astra Beta Build 88
- 3 липня 2009 року: Trillian for Web Beta
- 14 серпня 2009 року: Trillian Astra Final Launch
- 1 липня 2010 року: Анонсовано Trillian 5[11]
- 3 серпня 2010 року: Перша публічна версія Trillian 5[12]
- 6 травня 2011 року: Фінальна версія Trillian 5